# Cadáver

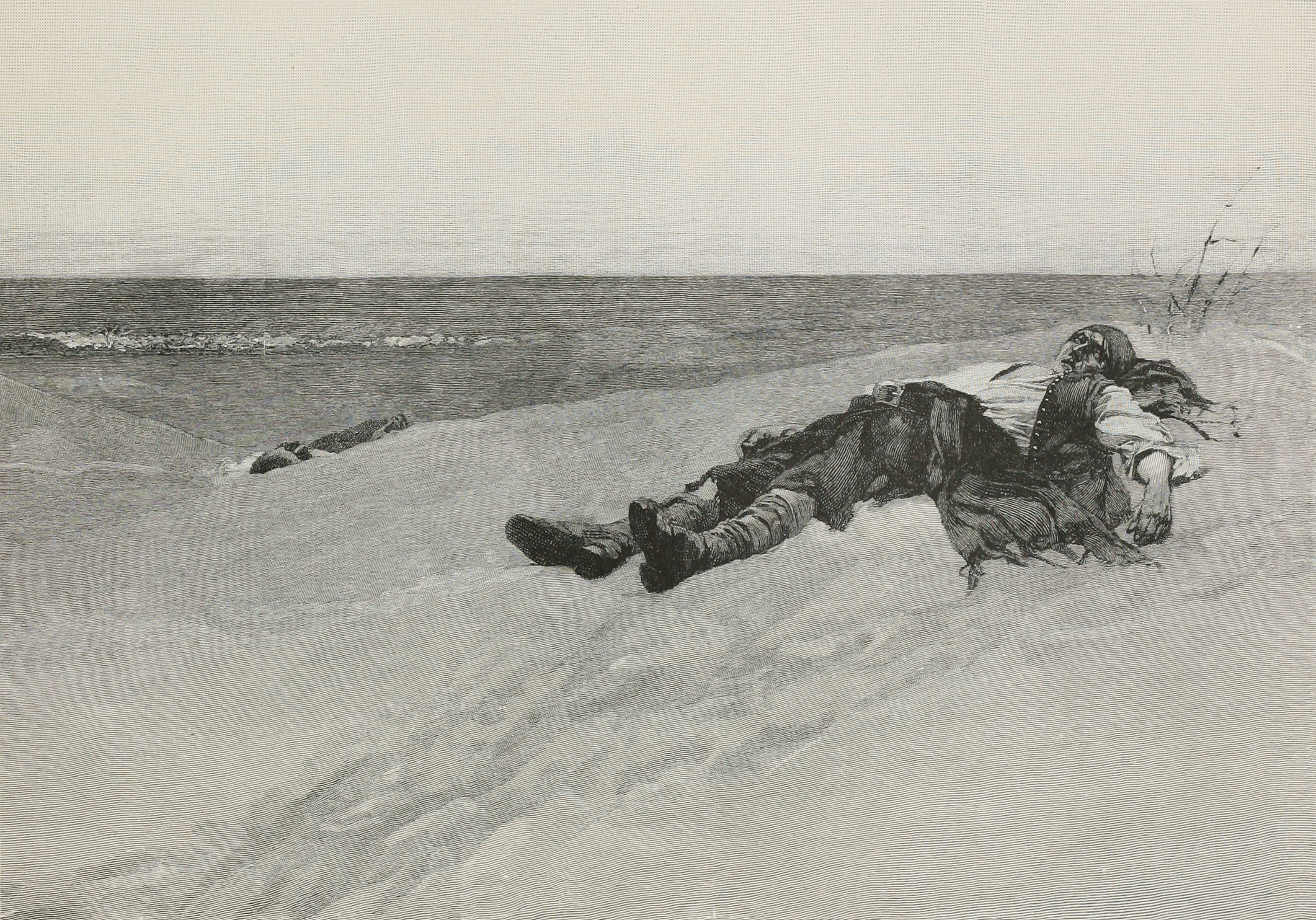
«On the Tortuga», ilustración de Howard Pyle para su libro «Book of Pirates», en el que se representa a un pirata muerto en una costa, 1887.

Un cadáver o difunto, es el cuerpo del humano que se ha muerto, por definición del «Diccionario Panhispánico del español jurídico», se considera como tal durante los primeros 5 años de la fecha de la muerte actual, y ya pasados los 5 años, el cuerpo es considerado «resto cadavérico». En la práctica, los cadáveres son muy usados en la medicina y antropología para estudiar al humano, identificar y estudiar enfermedades, o en donar a pacientes vivos (si el cuerpo murió recién);y la criminalística, para determinar las causas de un hecho delictuoso, como son los homicidios. Los cadáveres son también muy utilizados en otras áreas como la arqueología y algunas artes.
Desde la antigüedad, el humano tomó medidas para eliminar los cadáveres, en general mediante sepulturas o fosas (tumbas) excavadas en el suelo, donde el cuerpo se descomponía por la acción de gusanos y bacterias. Otra práctica es, también de origen antiguo, la cremación: quemar el cuerpo, eliminarlo mediante el fuego en piras funerarias o crematorios.
La atracción sexual hacia los cadáveres se llama necrofilia, y en la mayoría de culturas es vista por socialmente inaceptable.
El término cadáver se utiliza en los tribunales de justicia para referirse al cuerpo muerto, así como entre los equipos de recuperación que buscan cuerpos en desastres naturales. La palabra sale del latín cadere ("caer"). Otros términos relativos son cadavérico ("que parece cadáver") y espasmo cadavérico (espasmo muscular que hace que un cadáver se retuerza o se sacuda). Un injerto cadavérico (o "injerto postmortem") es hecho de tejido de un cadáver en un ser humano vivo para reparar un defecto o desfiguración. Un cadáver puede ser observado para conocer su estado de descomposición, lo que ayuda a determinar el tiempo que este lleva muerto.

## Etimología
La palabra cadáver proviene del latín cadavere, en relación con el verbo cadere, «caer», y significa «caído», «mortal».
Curiosamente, en otras lenguas, la palabra también deriva de cadavere (kadaver en alemán y neerlandés), pero sobre todo para indicar el cuerpo de un animal muerto, mientras que en español se trata generalmente del cuerpo de una persona.[cita requerida]

### Origen latino
Probablemente tiene su origen en la voz latina cadavere, aunque no está claro el proceso etimológico. Según una versión, los romanos escribían en sus sepulturas la inscripción caro data vermibus, que significa "Carne dada a los gusanos". Esta expresión habría derivado en el acrónimo ca-da-ver.[cita requerida] Otras fuentes afirman que la voz latina cadavere tiene relación con el verbo cadere, que significa caer, en el sentido metafórico de la muerte como caída definitiva.[cita requerida]

## Descomposición humana

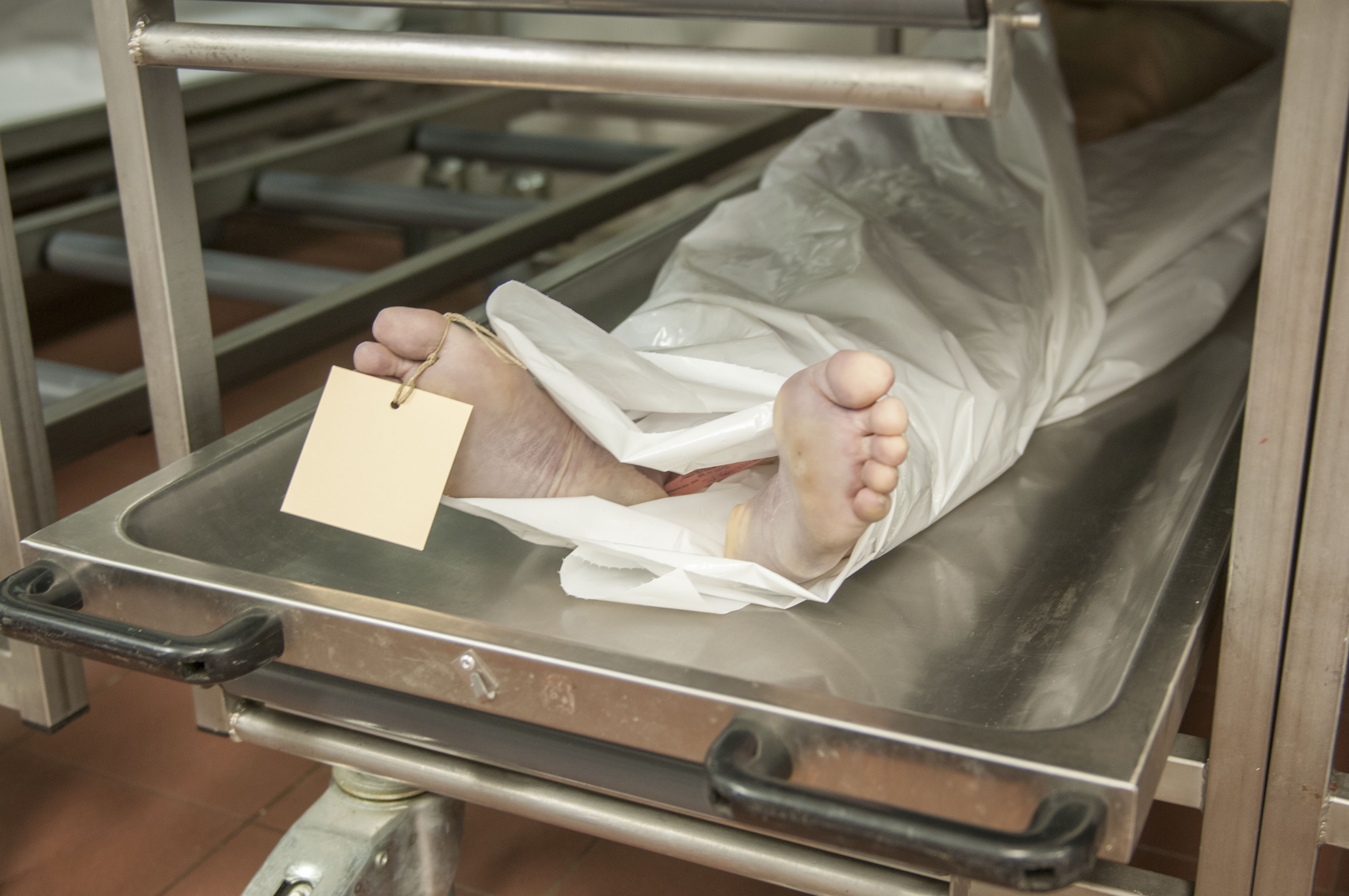
Cadáver en un refigerador en la sección de Medicina Forense de la Charité Berlin.

La observación de las distintas fases de descomposición puede ayudar a determinar el tiempo transcurrido desde el fallecimiento.

### Etapas de la descomposición
La primera etapa es la autólisis, más conocida como autodigestión, durante la cual las células del cuerpo se destruyen por la acción de sus propias enzimas digestivas. Pero éstas enzimas se liberan en las células porque los procesos activos cesan en ellas, no por un proceso activo. En otras palabras, aunque la autólisis se asemeja al proceso activo de digestión de los nutrientes por parte de las células vivas, las células muertas no se autodigieren activamente, como se afirma en la literatura popular y como parece implicar el sinónimo de autólisis: autodigestión. El resultado de ésta es la creación de un líquido que se filtra entre las capas de la piel y crea su descamación. En esta etapa, al llegar las moscas, comienzan a poner huevos en las aberturas del cuerpo: ojos, fosas nasales, boca, orejas, heridas abiertas y más orificios. Las larvas eclosionadas (gusanos) de moscas se introducen después bajo la piel y comienzan a consumir el cuerpo.[cita requerida]
La segunda etapa de la descomposición es la hinchazón. Las bacterias del intestino comienzan a descomponer los tejidos del cuerpo, liberando gas que se acumula en los intestinos, que queda atrapado por el colapso temprano del intestino delgado. Esta hinchazón ocurre sobre todo en el abdomen, y a veces la boca, lengua y genitales. Esto suele ser alrededor de la segunda semana de descomposición. La acumulación de gas y la hinchazón seguirán hasta que el cuerpo esté lo suficiente descompuesto para liberarlo.[cita requerida]
La tercera etapa es la putrefacción. Es la etapa final y más larga. En ella, se descomponen las estructuras mayores del cuerpo y los tejidos se licúan. Los órganos digestivos, el cerebro y los pulmones se desintegran primero. En condición normal, los órganos son inidentificables luego de tres semanas. Los músculos son comidos por bacterias o por animales. Finalmente, a veces tras varios años, sólo queda el esqueleto. En el suelo rico en ácidos, el esqueleto se disolverá en sus sustancias químicas básicas.[cita requerida]

## Historia
La historia del uso de cadáveres está llena de controversias, avances científicos y nuevos descubrimientos. Todo comenzó en la Grecia antigua del siglo III con dos médicos llamados Herófilo de Calcedonia y Erasístrato de Ceos. En Alejandría practicaban la disección de cadáveres, y era el medio dominante para aprender anatomía. Tras la muerte de estos dos hombres, la popularidad de la disección anatómica disminuyó hasta que no se utilizó en absoluto. No se recuperó hasta el siglo XII y se hizo cada vez más popular en el siglo XVII y se ha utilizado desde entonces.

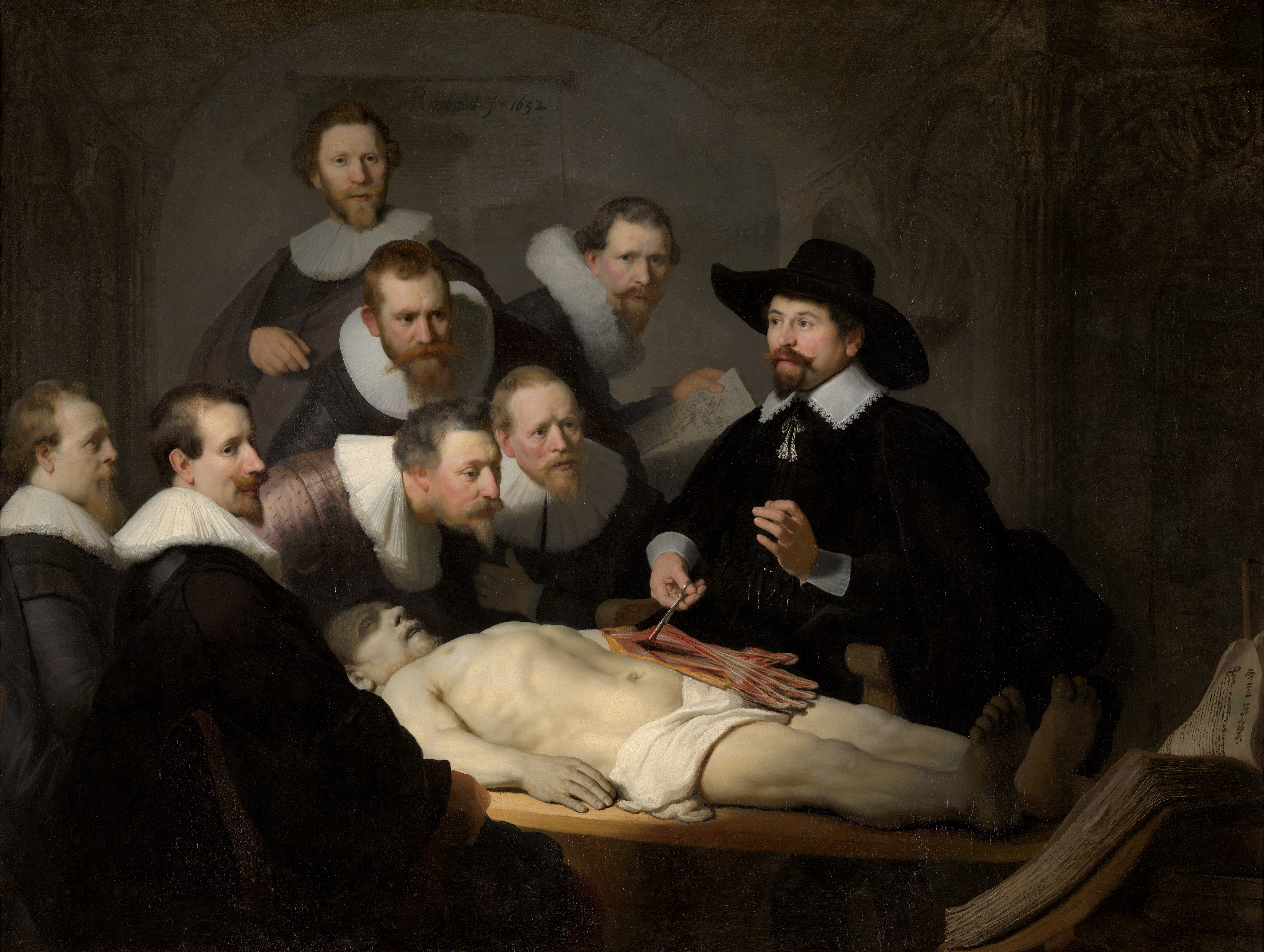
La lección de anatomía del Dr. Nicolaes Tulp de Rembrandt muestra una lección de anatomía que tiene lugar en Ámsterdam en 1632.

A pesar de que tanto Herófilo como Erasístrato tenían permiso para utilizar cadáveres para la disección, todavía había mucho tabú en torno al uso de cadáveres con fines anatómicos, y estos sentimientos continuaron durante cientos de años. Desde que la disección anatómica echó raíces en el siglo III hasta alrededor del siglo XVIII, se asoció con el deshonor, la inmoralidad y el comportamiento poco ético. Muchas de estas nociones se debían a creencias religiosas y tabúes estéticos, y estaban profundamente arraigadas en las creencias del público y de la iglesia. Como se ha mencionado anteriormente, la disección de cadáveres comenzó a imponerse de nuevo alrededor del siglo XII. En esta época, la disección todavía se consideraba deshonrosa, pero no se prohibió directamente. En cambio, la Iglesia promulgó ciertos edictos para prohibir y permitir ciertas prácticas. Uno que fue monumental para el avance científico fue emitido por el emperador del Sacro Imperio Romano Germánico Federico II en 1231. Este decreto establecía que se diseccionaría un cuerpo humano una vez cada cinco años para realizar estudios anatómicos, y se exigía la asistencia a todos los que se estuvieran formando o estuvieran practicando la medicina o la cirugía. Estos acontecimientos son los que llevaron a la primera disección humana sancionada desde el año 300 a. C. y que fue realizada públicamente por Mondino de Liuzzi. Este período de tiempo creó un gran entusiasmo en lo que la disección humana podía hacer por la ciencia y atrajo a estudiantes de toda Europa para comenzar a estudiar medicina.
A la luz de los nuevos descubrimientos y avances que se estaban realizando la moderación religiosa de la disección se relajó significativamente, sin embargo la percepción pública de la misma seguía siendo negativa. Debido a esta percepción, la única fuente legal de cadáveres eran los cuerpos de los criminales que eran ejecutados, generalmente en la horca. Muchos de los delincuentes cuyos crímenes "justificaban" la disección y sus familias incluso consideraban que la disección era más aterradora y degradante que el propio crimen o la pena de muerte. Hubo muchas peleas y a veces incluso disturbios cuando los familiares y amigos de los fallecidos y pronto disecados intentaban impedir la entrega de los cadáveres desde el lugar del ahorcamiento a los anatomistas. El gobierno de la época (siglo XVII) se aprovechó de estos reparos utilizando la disección como amenaza contra la comisión de delitos graves. Incluso aumentaron el número de delitos que se castigaban con la horca a más de 200 infracciones. Sin embargo, a medida que la disección de cadáveres se hacía aún más popular, los anatomistas se vieron obligados a encontrar otras formas de obtener cadáveres.
A medida que aumentaba la demanda de cadáveres por parte de las universidades de todo el mundo, la gente comenzó a robar tumbas. Estos cadáveres se transportaban y se ponían a la venta para que los profesores de anatomía locales se los llevaran a sus estudiantes. El público tendía a mirar hacia otro lado cuando se trataba de robar tumbas porque los afectados solían ser pobres o formar parte de una sociedad marginada. Había más clamor si los afectados eran los miembros acomodados o prominentes de la sociedad, y esto llevó a un motín en Nueva York más conocido como el Motín de la Resurrección de 1788. Todo comenzó cuando un médico agitó el brazo de un cadáver ante un joven que miraba por la ventana, que luego fue a casa y se lo contó a su padre. Preocupado porque la tumba de su esposa recién fallecida había sido robada, fue a comprobarlo y se dio cuenta de que así había sido. Esta historia se extendió y la gente acusó a los médicos y anatomistas locales. La revuelta llegó a tener 5.000 personas y al final los estudiantes de medicina y los médicos fueron golpeados y seis personas fueron asesinadas. Esto condujo a muchos ajustes legales como las Leyes de Anatomía presentadas por el gobierno de los Estados Unidos. Estas leyes abrieron otras vías para obtener cadáveres con fines científicos siendo Massachusetts el primero en hacerlo. En 1830 y 1833 permitieron que los cuerpos no reclamados se utilizaran para la disección. Posteriormente, se aprobaron leyes en casi todos los estados y el robo de tumbas quedó prácticamente erradicado.
Aunque la disección se fue aceptando cada vez más a lo largo de los años, todavía era muy desaprobada por el público estadounidense a principios del siglo XX. La desaprobación provenía sobre todo de las objeciones religiosas y de que la disección se asociaba con cuerpos no reclamados y, por tanto, con una marca de pobreza. Hubo muchas personas que intentaron mostrar la disección bajo una luz positiva, por ejemplo 200 prominentes médicos de Nueva York dijeron públicamente que donarían sus cuerpos después de su muerte. Este y otros esfuerzos sólo ayudaron en menor medida, y la opinión pública se vio mucho más afectada por la exposición de la corrupta industria funeraria. Se descubrió que el coste de morir era increíblemente alto y que una gran cantidad de funerarias estaban estafando a la gente para que pagara más de lo que debía. Estas exposiciones no eliminaron necesariamente el estigma, sino que crearon el temor de que una persona y sus familias fueran víctimas de directores de funerarias intrigantes, por lo que hicieron que la gente reconsiderara la donación de cuerpos. En la actualidad, la donación de cuerpos no está rodeada de estigmas, sino que puede considerarse como algo celebrado. La donación de cuerpos no sólo ha permitido avances y descubrimientos científicos, sino que también ha permitido salvar vidas.

## Conservación para su uso en la disección
Para que un cadáver sea viable e ideal para el estudio anatómico y la disección, el cuerpo debe estar refrigerado o el proceso de preservación debe comenzar dentro de las 24 horas siguientes a la muerte. Esta conservación puede llevarse a cabo mediante embalsamamiento utilizando una mezcla de líquidos embalsamadores, o con un método relativamente nuevo llamado plastinación. Ambos métodos tienen ventajas y desventajas en cuanto a la preparación de los cuerpos para la disección anatómica en el ámbito educativo.

### Embalsamamiento con líquidos

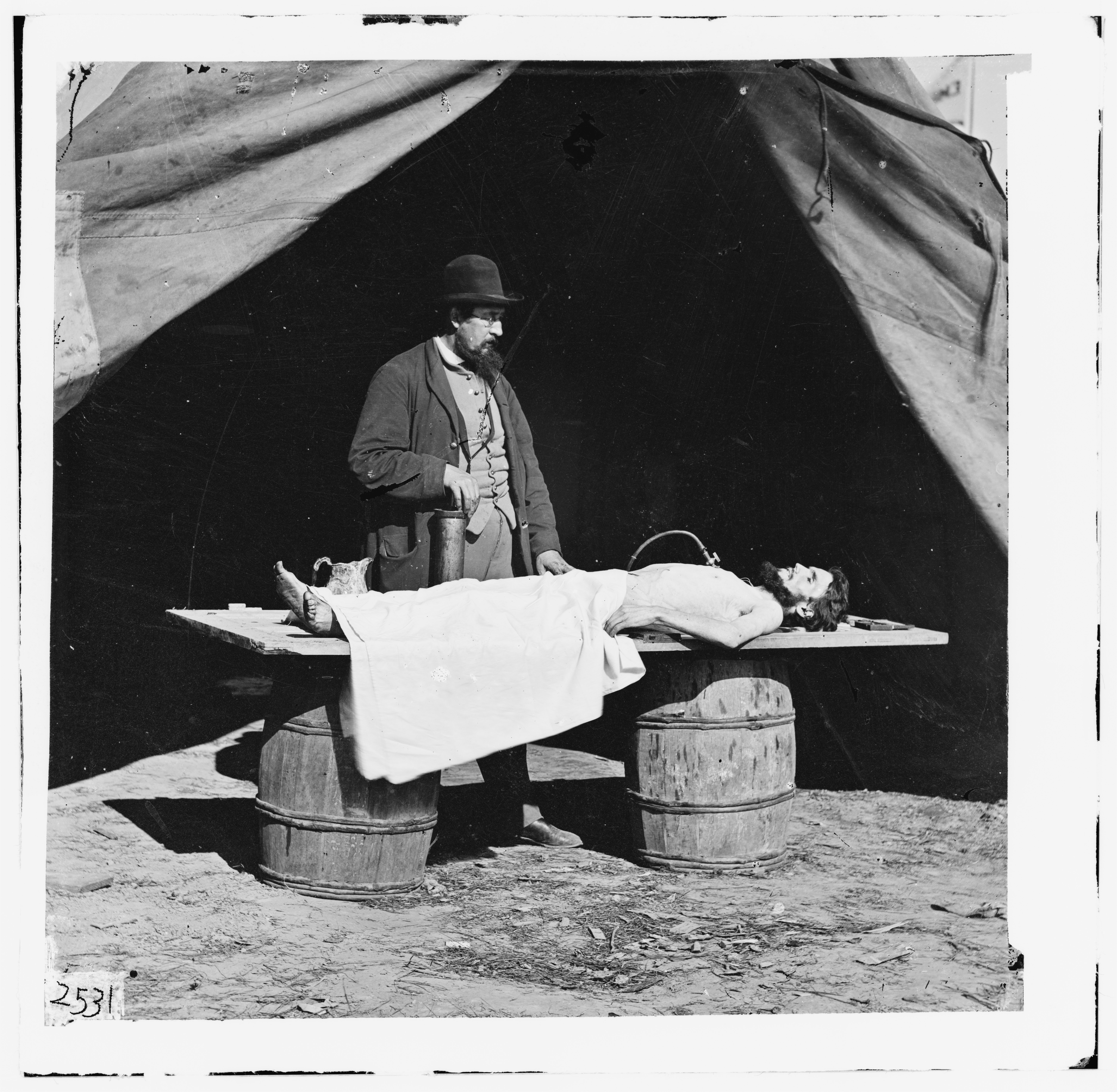
Embalsamador trabajando

La práctica del embalsamamiento mediante fluidos químicos se ha utilizado durante siglos. Los principales objetivos de esta forma de conservación son evitar que el cuerpo se descomponga, ayudar a que los tejidos conserven su color y suavidad, prevenir los riesgos tanto biológicos como ambientales y preservar las estructuras anatómicas en sus formas naturales. Esto se logra con una variedad de sustancias químicas que se pueden separar generalmente en grupos por sus propósitos. Los desinfectantes se utilizan para matar cualquier microbio potencial. Los conservantes se utilizan para detener la acción de los organismos en descomposición, privar a estos organismos de nutrición y alterar las estructuras químicas del cuerpo para evitar la descomposición. Se utilizan diversos agentes modificadores para mantener la humedad, el pH y las propiedades osmóticas de los tejidos, así como anticoagulantes para evitar la coagulación de la sangre en el sistema cardiovascular. También se pueden utilizar otras sustancias químicas para evitar que los tejidos desprendan olores desagradables o tengan colores especialmente poco naturales.
La práctica del embalsamamiento ha cambiado mucho en los últimos cientos de años. El embalsamamiento moderno con fines anatómicos ya no incluye la evisceración, ya que esto altera los órganos de forma que sería desventajoso para el estudio de la anatomía. Al igual que con las mezclas de productos químicos, los embalsamadores que practican hoy en día pueden utilizar diferentes métodos para introducir fluidos en el cadáver. El fluido puede inyectarse en el sistema arterial (normalmente a través de las arterias carótidas o femorales), en las principales cavidades corporales, bajo la piel, o bien se pueden introducir fluidos en el cadáver en la superficie exterior de la piel mediante inmersión.
Los distintos servicios de embalsamamiento utilizan diferentes tipos y proporciones de fluidos, pero los productos químicos típicos para embalsamar incluyen formaldehído, fenol, metanol y glicerina. Estos fluidos se combinan en proporciones variables dependiendo de la fuente, pero generalmente también se mezclan con grandes cantidades de agua.

#### Productos químicos y su función en el embalsamamiento
El formaldehído se utiliza mucho en el proceso de embalsamamiento. Es un fijador de tejidos y biocida, incluyendo bacterias, hongos e insectos. Previene la descomposición impidiendo que los microorganismos en descomposición sobrevivan sobre y dentro del cadáver. También cura los tejidos en los que se utiliza para que no puedan servir de nutrientes a estos organismos. Aunque el formaldehído es un buen antiséptico, también tiene ciertas desventajas. Cuando se utiliza en el embalsamamiento, provoca la coagulación de la sangre y el endurecimiento de los tejidos, hace que la piel se vuelva gris y sus vapores son malolientes y tóxicos si se inhalan. Sin embargo, su capacidad para prevenir la descomposición y curtir los tejidos sin arruinar su integridad estructural ha hecho que su uso se siga extendiendo hasta nuestros días.
El fenol es un desinfectante que funciona como agente antibacteriano y antifúngico. Impide el crecimiento del moho en su forma licuada. Sus cualidades desinfectantes se basan en su capacidad para desnaturalizar las proteínas y desmantelar las paredes celulares, pero desgraciadamente esto tiene el efecto secundario añadido de secar los tejidos y ocasionalmente provoca cierto grado de decoloración.
El metanol es un aditivo con propiedades desinfectantes. Ayuda a regular el equilibrio osmótico del líquido de embalsamamiento y es un buen antirrefrigerante. Se ha observado que es muy tóxico para los seres humanos.
La glicerina es un agente humectante que conserva el líquido en los tejidos del cadáver. Aunque no es en sí misma un verdadero desinfectante, su mezcla con formaldehído aumenta en gran medida la eficacia de las propiedades desinfectantes del formaldehído.

#### Ventajas y desventajas del uso de cadáveres embalsamados tradicionalmente
El uso de cadáveres embalsamados tradicionalmente es y ha sido el estándar para la educación médica. Muchas instituciones médicas y odontológicas siguen mostrando preferencia por ellos hoy en día, incluso con la llegada de tecnología más avanzada como los modelos digitales o los cadáveres sintéticos. Los cadáveres embalsamados con líquido sí presentan un mayor riesgo para la salud de los anatomistas que estos otros métodos, ya que algunos de los productos químicos utilizados en el proceso de embalsamamiento son tóxicos, y los cadáveres imperfectamente embalsamados pueden conllevar un riesgo de infección.

### Plastinación
Gunther von Hagens inventó la plastinación en la Universidad de Heidelberg, Alemania, en 1977. Este método de conservación de cadáveres implica la sustitución de los líquidos y lípidos solubles de un cuerpo por plásticos. Los cuerpos conservados resultantes se denominan plastinados.
La plastinación de todo el cuerpo comienza con el mismo método que el embalsamamiento tradicional: se bombea una mezcla de líquidos de embalsamamiento y agua a través del cadáver mediante una inyección arterial. Una vez completado este paso, el anatomista puede optar por disecar partes del cuerpo para exponer estructuras anatómicas concretas para su estudio. Una vez completada la disección deseada, el cadáver se sumerge en acetona. La acetona extrae la humedad y las grasas solubles del cuerpo y fluye para sustituirlas. A continuación, se coloca el cadáver en un baño del plástico o la resina que elija el profesional y comienza el paso conocido como impregnación forzada. El baño genera un vacío que hace que la acetona se vaporice, arrastrando el plástico o la resina hacia las células al salir. Una vez hecho esto, se coloca el cadáver, se cura el plástico de su interior y el espécimen está listo para su uso.

#### Ventajas y desventajas del uso de plastinados
Los plastinados son ventajosos en el estudio de la anatomía, ya que proporcionan especímenes duraderos, no tóxicos y fáciles de almacenar. Sin embargo, todavía no han ganado realmente terreno frente al cadáver tradicionalmente embalsamado. Los cadáveres plastinados no son accesibles para algunas instituciones, algunos educadores creen que la experiencia adquirida durante la disección de cadáveres embalsamados es más valiosa, y algunos simplemente no tienen los recursos para adquirir o utilizar plastinados.